# Bilitis
Bilitis ist ein Film des britischen Fotografen David Hamilton nach Gedichten von Pierre Louÿs.

## Inhalt
Die siebzehnjährige Internatsschülerin Bilitis verliebt sich kurz vor den Sommerferien, die sie bei ihrer verheirateten Freundin Melissa verbringt, in den Fotografen Lucas. Jedoch wagt sie es nicht, den ersten Schritt zu tun. Bei Melissa wird sie Zeuge, wie deren Mann Pierre sie gewaltsam zum Geschlechtsverkehr zwingt. Die beiden jungen Mädchen flüchten sich daraufhin in eine kurze lesbische Romanze, die von Melissa später beendet wird. Bilitis wird klar, nicht sie, sondern Melissa braucht den Fotografen Lucas, und so kehrt Bilitis ins Internat zurück, ohne ihre wahre Liebe gefunden zu haben.

## Bemerkungen
Bilitis ist der erste Film des Fotografen David Hamilton, der als Meister der Lolita-Fotografie bekannt wurde. Auch in seinen Kinofilmen nutzte er erotische Bilder junger Mädchen fotografisch. Der männliche Held der Geschichte ist wie Hamilton selbst Fotograf.
Anders als die meisten seiner folgenden Filme ist Bilitis ein Film über Pubertät und Erwachsenwerden.
Am Drehbuch maßgeblich mitgewirkt hat Catherine Breillat, die selbst als Autorin und Regisseurin ähnlicher Stoffe bekannt wurde. Den als angebliche Übersetzung antiker Poesie einer zweiten Sappho von Pierre Louÿs 1894 herausgegebenen, aber von Louÿs selbst verfassten Gedichtband Lieder der Bilitis (Chansons de Bilitis) nahm Breillat als Vorlage und verlegte die Filmhandlung in die Gegenwart. Auf diesen Gedichtband bezieht sich auch der Name Daughters of Bilitis der ersten, 1955 in San Francisco gegründeten Lesbenorganisation.
Die Filmmusik von Francis Lai wurde in Deutschland ein großer Erfolg.

## Deutsche Fassung
Die deutsche Synchronfassung entstand 1977.
| Rolle   | Darsteller         | Synchronsprecher |
| ------- | ------------------ | ---------------- |
| Bilitis | Patti D’Arbanville | Claudia Marnitz  |
| Melissa | Mona Kristensen    | Gudrun Vaupel    |
| Lucas   | Bernard Giraudeau  | Ingolf Gorges    |
| Pierre  | Gilles Kohler      | Dieter Gerlach   |

## Kritiken
„Erlesen fotografiert, streckenweise an der Grenze zum Kitsch, eine „Love Story“ im Stil entsprechender Männermagazine.“

„Geschmäcklerisch fotografierter Softsexfilm, dessen äußerer Schick aber nicht über die Schwächen seines Plots hinwegtäuscht.“